# Airsal
Airsal linee aeree campane es una compañía aérea italiana con sede en Salerno. Es una compañía que se apoya  en los aviones (alquilados en leasing) de la compañía aérea inglesa Flightline. Inició sus operaciones el 4 de junio de 2005 desde Milán (Malpensa) para Alpitour. Como flota tiene dos BAe 146 -200.

## Destinos
De Salerno a Bolonia, Venecia, Catania, Milán, Bruselas, París (Charles de Gaulle), Barcelona, Frankfurt-Hahn y Londres (Stansted).